# Lonquimay Airport
Lonquimay Airport är en flygplats i Chile.   Den ligger i provinsen Provincia de Malleco och regionen Región de la Araucanía, i den södra delen av landet, 600 km söder om huvudstaden Santiago de Chile. Lonquimay Airport ligger 1 141 meter över havet.
Terrängen runt Lonquimay Airport är kuperad åt sydost, men åt nordväst är den platt. Runt Lonquimay Airport är det mycket glesbefolkat, med 3 invånare per kvadratkilometer..
Omgivningarna runt Lonquimay Airport är i huvudsak ett öppet busklandskap.